# محندة (لودر)

تعديل مصدري - تعديل

ا محندة هي إحدى قرى عزلة زارة بمديرية لودر التابعة لمحافظة أبين، بلغ تعداد سكانها 209 نسمة حسب تعداد اليمن لعام 2004.